# Tom Seeberg
Tom Seeberg (Drammen, Buskerud, 17 de febrer de 1860 – Drammen, 27 de març de 1938) va ser un tirador noruec. El 1900 va prendre part en els Jocs Olímpics de París, en què disputà cinc proves del programa de tir olímpic. Guanyà la medalla de plata en la prova de rifle militar, tres posicions per equips, junt a Olaf Frydenlund, Ole Østmo, Ole Sæther i Hellmer Hermandsen, mentre en la prova individual fou dissetè. En rifle militar, dempeus fou tretzè, setzè en rifle militar, bocaterrosa i vint-i-unè en rifle militar, de genolls.